# Abissofobia
A abissofobia é uma fobia incomum em que o indivíduo sente medo de abismos, de precipícios.